# Сумово (Куявсько-Поморське воєводство)
Сумово (пол. Sumowo, нім. Summe) — село в Польщі, у гміні Збічно Бродницького повіту Куявсько-Поморського воєводства.
Населення — 314 осіб (2011).
У 1975-1998 роках село належало до Торунського воєводства.

## Демографія
Демографічна структура станом на 31 березня 2011 року:
|          | Загалом | Допрацездатний вік | Працездатний вік | Постпрацездатний вік |
| -------- | ------- | ------------------ | ---------------- | -------------------- |
| Чоловіки | 158     | 45                 | 104              | 9                    |
| Жінки    | 156     | 31                 | 94               | 31                   |
| Разом    | 314     | 76                 | 198              | 40                   |